# اچ‌دی ۵۳۱۹
اچ‌دی ۵۳۱۹ یک ستاره است که در صورت فلکی نهنگ قرار دارد.